# Whitefield (New Hampshire)
Whitefield è un comune degli Stati Uniti d'America facente parte della contea di Coos nello stato del New Hampshire.

## Società

### Evoluzione demografica
"Abitanti censiti"